# شهناز الجامي
شهناز الجامي (من مواليد 29 أبريل 1997) هي لاعبة كاراتيه تونسية. فازت بالميدالية الذهبية في منافسات وزن فوق 68 كيلوغرام في دورة الألعاب الإفريقية 2019 التي أقيمت بالرباط بالمغرب.

## مسيرتها
فازت شاهيناز بالميدالية الذهبية منافسات +68 كجم في بطولة إفريقيا للكاراتيه 2019 التي أقيمت في جابورون، بوتسوانا. والميدالية الفضية في منافسات منتخبات الكوميتيه للسيدات. وحققت الميدالية الذهبية في منافسات +68 كجم في دورة الألعاب الإفريقية 2019 التي أقيمت بالرباط بالمغرب.
في يونيو 2021، تنافست في بطولة التصفيات الأولمبية العالمية التي أقيمت في باريس، فرنسا على أمل التأهل إلى دورة الألعاب الأولمبية الصيفية 2020 في طوكيو، اليابان. في نوفمبر 2021، تنافست في منافسات +68 كجم في بطولة العالم للكاراتيه التي أقيمت في دبي، الإمارات العربية المتحدة حيث أُقصيت في مباراتها الثانية. وفي عام 2022 حصلت على الميدالية البرونزية في منافسات +68 في دورة ألعاب البحر الأبيض المتوسط التي أقيمت في وهران بالجزائر. حققت الميدالية البرونزية بهزيمة الإسبانية ماريا توريس.
حصلت على الميدالية البرونزية في منافسات +68 كجم في دورة الألعاب العالمية 2022 التي أقيمت في برمنغهام بالولايات المتحدة. بهزيمة الفنلندية تيتا كينان. كما توجت بالميدالية البرونزية في منافسات +68 كجم في دورة ألعاب التضامن الإسلامي 2021 التي أقيمت في قونية، تركيا.
في عام 2023، خسرت مباراتها بالميدالية البرونزية في منافسات +68 كجم في بطولة العالم للكاراتيه التي أقيمت في بودابست بالمجر.

## الميداليات
| العام | الألعاب                       | المكان                     | المرتبة | الحدث                          |
| ----- | ----------------------------- | -------------------------- | ------- | ------------------------------ |
| 2019  | الألعاب الأفريقية             | الرباط، المغرب             | الأولى  | الكوميتيه +68 كلغ              |
| 2022  | ألعاب البحر الأبيض المتوسط    | وهران، الجزائر             | الثالثة | الكوميتيه +68 كلغ              |
| 2022  | الألعاب العالمية [الإنجليزية] | برمنغهام، الولايات المتحدة | الثالثة | الكوميتيه +68 كلغ [الإنجليزية] |
| 2022  | ألعاب التضامن الاسلامي        | قونية، تركيا               | الثالثة | الكوميتيه +68 كلغ              |

## وصلات خارجية
- شهناز الجامي على موقع الجمعية الدولية للألعاب العالمية (الإنجليزية)